# Eclipta vicina
Eclipta vicina là một loài bọ cánh cứng thuộc họ Xén tóc. Loài này được Melzer mô tả năm 1927.